# Гаке, Карл Георг Альбрехт Эрнст фон
Карл Георг Альбрехт Эрнст фон Гаке (нем. Karl Georg Albrecht Ernst von Hake; 8 августа 1769, Креммен, Бранденбург — 19 мая 1835, Неаполь) — генерал от инфантерии, военный министр Пруссии.

## Биография
Родился 8 августа 1769 года в имении Флатов под Кремменом. В 1780 году был зачислен пажом в свиту короля Фридриха II. Поступил на военную службу в 1785 году прапорщиком в гвардию и в 1788 году получил чин подпоручика.
Боевая деятельность Гаке началась в 1793 году, когда он принял участие в Первой коалиционной войне против революционной Франции. Отличившись в сражении при Пирмасене, Гаке был награждён орденом Pour le Mérite. Далее состоял при генерал-лейтенанте Гойсау и по ходатайству последнего в 1797 году был произведён в капитаны.
Во время кампании 1799—1800 годов Гаке состоял адъютантом фельдмаршала Мёллендорфа, а с 1804 года занимал ту же должность при принце Генрихе Прусском. 1 мая 1809 года Гаке был назначен директором 1-го отделения в военном министерстве.
В феврале 1810 года Гаке возглавил Военно-экономический департамент, а в июне того же года стал шефом военного департамента и военным министром Пруссии. Несмотря на столь высокий пост Гаке оставался в тени признанного военного лидера Пруссии фельдмаршала Шарнхорста. К тому же его инициативы были скованы мирным договором с Францией.
В августе 1813 года, после разрыва с Францией и заключения союзного договора с Российской империей, Гаке оставил министерский пост и занялся мобилизационными мероприятиями прусской армии. После вступления в войну Австрии он состоял прусским полномочным представителем при штабе князя Шварценберга. Здесь он был награждён австрийским военным орденом Марии Терезии.
Также Гаке состоял в действующей армии и во время кампании Ста дней. Здесь он отличился в битве при Ватерлоо, где командовал бригадой в корпусе Бюлова. Позже он командовал осадой Мезьера и Седана.
26 декабря 1819 года Гаке был во второй раз назначен на должность военного министра, которую он принял после отставки Бойена. 18 июня 1825 года произведён в генералы от инфантерии.
20 октября 1833 года Гаке в связи с тяжёлой болезнью вышел в отставку и уехал на лечение в Италию. Скончался в Кастелламаре близ Неаполя 19 мая 1835 года.

## Награды
Королевства Пруссия:
- Орден «Pour le Mérite» (17 сентября 1793)[2]; дубовые листья (3 апреля 1814)[3]
- Железный крест 1-го и 2-го класса на чёрной ленте (1814)[4]
- Орден Красного орла 1-го класса с дубовыми листьями (1815)[5]
- Крест за выслугу лет[нем.] (25 лет выслуги) (1825)
- Орден Чёрного орла (22 января 1825)[6]

Прочие:
- Орден Святой Анны 1-й степени (Российская империя)
- Орден Святого Александра Невского (26 мая 1829, Российская империя)
- Военный орден Максимилиана Иосифа, рыцарский крест (королевство Бавария)
- Орден Золотого льва, большой крест (19 августа 1815, курфюршество Гессен)[7]
- Военный орден Марии Терезии, рыцарский крест (Австрийская империя)
- Австрийский императорский орден Леопольда, командорский крест (Австрийская империя)